# El extranjero (canción de Enrique Bunbury)
«El extranjero» es una canción interpretada por el cantautor español Enrique Bunbury que fue lanzada para su segundo álbum de estudio como solista titulado Pequeño, que también fue lanzada como aegundo sencillo oficial por su discográfica EMI España en el año 1999.

## Antecedentes y signficado
Fue escrita por Bunbury y Copi Corellano la letra transmite que al igual que todo lo que nace perece, los momentos felices de la relación también se desvanecen y no pueden recuperarse.

## Vídeo musical
Fue dirigido por Jorge Ortiz de Landázuri y se muestra al cantante cantando en un concierto junto a mucha gente.

## Posición en listas

### Recepción

#### Comercial
La canción debutó en Los 40 Principales entre los meses de noviembre y diciembre del 1998 llegando al puesto 6 como el más alto en la semana de los meses de octubre y noviembre de 1999 y se mantuvo en el conteo por siete semanas.

### Posición en listas
| Lista                     | Posición |
| ------------------------- | -------- |
| España Top 100            | 1        |
| España Los 40 principales | 6        |